# Приворотень сарматський
{{#ifeq:0|0|{{#if:|{{#if:Alchemillasarmatica|[[]}}|}}}}
Приворотень сарматський (Alchemilla sarmatica) — вид трав'янистих рослин родини розові (Rosaceae), поширений у східній частині Європи та в Казахстані.

## Поширення
Європа: Естонія, Латвія, Литва, Білорусь, Україна, Росія; Азія: Казахстан.